# عائل حقوي
عائل حقوي لاعب كرة قدم سعودي و يلعب في الظهير الأيسر .

## مسيرة اللاعب
مثل سابقاً نادي النصر في الفئات السنية و اولمبي نادي الفيصلي ونادي نجران ونادي النهضة ونادي الشعلة ونادي ضمك ونادي البكيرية ونادي النعيرية.